# 하마마쓰 기지
하마마쓰 기지(浜松基地 하마마쓰 키치[*], 영어: Hamamatsu Airbase, IATA: none, ICAO: RJNH)는 일본 시즈오카현 서부의 하마마쓰시에 있는 항공자위대의 군용 비행장이다. 항공자위대의 조기 경보기 E-767 4대가 이 기지에 배치되어 있다.

## 주둔
- 항공교육집단 사령부
  - 제1항공단
  - 제1술과학교
  - 제2술과학교
  - 교재정비대
- 항공총대
  - 경계항공대 사령부
    - 제602비행대

  - 고사교도대
  - 항공구난대 비행군
    - 하마마쓰 구난대
- 중부항공방면대 음악대
- 항공지원집단
  - 항공보안관제군 하마마쓰 관제대
  - 항공기상군 하마마쓰 기상대
- 방위대신
  - 항공경무대 하마마쓰 지방 경무대